# Gawliński i Opera 1987–1988
Gawliński i Opera 1987–1988 – pierwszy i jedyny album formacji Opera, wydany na kasecie w roku 1993 nakładem wydawnictwa Eska.
Nagrany został w roku 1988 w studio CCS. Płytę zrealizował Wojciech Przybylski. Projektem graficznym zajęli się Marta i Łukasz Dziubalscy. Zdjęcie na "rozkładaku" jest autorstwa Adama Pietrzaka.
Jest to pierwsze z prawdziwego zdarzenia wydawnictwo Gawlińskiego (z grupą Madame wydał tylko single, koncert z 1986 wydany został dopiero 10 lat po wydaniu kasety z Operą). Jego dziełem są wszystkie teksty, muzykę komponował cały zespół. Dlatego słychać w niej zarówno zimnofalowe brzmienia Madame, jak i bardziej soft rockowe - z klimatu późnej Republiki.
W roku 2013 wydana została reedycja na nośniku CD, zaopatrzona w całkiem nową okładkę.

## Lista utworów
Źródło:.
Strona A
- "Cały czas mówię do siebie" – 3:10
- "Płonie ogień" – 4:25
- "Andżahar" – 5:00
- "Dzikie kwiaty" – 3:35

Strona B
- "Komu moja twarz" – 3:30
- "Nie zabijajmy choć siebie" – 5:00
- "Nigdy nie pozwolę Ci tego zobaczyć" – 2:30
- "Ocali Cię arka" – 4:25

## Skład
- Robert Gawliński – śpiew
- Sławomir Ciesielski – perkusja
- Zbigniew Krzywański – gitara
- Paweł Kuczyński – gitara basowa
- Jacek Rodziewicz – instrumenty klawiszowe

gościnnie
- Włodzimierz Kiniorski – saksofon
- Beata Sawicka – chórki
- Lu Łączyńska – chórki